# Csong Sindzso
Csong Sindzso (hangul: 정신조, handzsa: 鄭申朝, RR: Jeong Sin-jo; 1940. január 6. –) dél-koreai ökölvívó. Az 1964. évi nyári olimpiai játékokon harmatsúlyban ezüstérmet szerzett.

## Eredményei
| 1964. évi olimpiai játékok   | 1964. évi olimpiai játékok | 1964. évi olimpiai játékok | 1964. évi olimpiai játékok | 1964. évi olimpiai játékok | 1964. évi olimpiai játékok           | 1964. évi olimpiai játékok | 1964. évi olimpiai játékok | 1964. évi olimpiai játékok |
| Versenyző                    | Versenyszám                | Selejtező                  | 32-es főtábla              | Nyolcaddöntő               | Negyeddöntő                          | Elődöntő                   | Döntő                      | Helyezés                   |
| Versenyző                    | Versenyszám                | Ellenfél Eredmény          | Ellenfél Eredmény          | Ellenfél Eredmény          | Ellenfél Eredmény                    | Ellenfél Eredmény          | Ellenfél Eredmény          | Helyezés                   |
| ---------------------------- | -------------------------- | -------------------------- | -------------------------- | -------------------------- | ------------------------------------ | -------------------------- | -------------------------- | -------------------------- |
| Csong Sindzso (Jeong Sin-jo) | Harmatsúly                 |                            | Hosni Farag (RAU) · 5-0    | Abel Almaraz (ARG) · 3-2   | Fermin Espinosa (CUB) · visszalépett | Juan Fabila (MEX) · 4-1    | Szakurai Takao (JPN) · RSC |                            |